# بيتر ويلكينز
بيتر ويلكينز هو رسام كندي، ولد في 26 يوليو 1968.